# Nevilleiella
Nevilleiella is een geslacht van korstmossen behorend tot de familie Teloschistaceae. De typesoort is Nevilleiella marchantii.

## Geslachten
Volgens Index Fungorum telt het geslacht twee soorten (peildatum december 2023):
| Soortnaam               | Auteur(s)                                   | Publicatiejaar |
| ----------------------- | ------------------------------------------- | -------------- |
| Nevilleiella lateritia  | (Taylor) S.Y. Kondr. & Hur                  | 2017           |
| Nevilleiella marchantii | (S.Y. Kondr. & Kärnefelt) S.Y. Kondr. & Hur | 2017           |